# The Obsessed
A The Obsessed egy doom metal/heavy metal/stoner rock együttes a marylandi Potomac-ből. 1976-ban alakultak. Eredetileg Warhorse volt a nevük (1976-tól 1980-ig). Punk rock elemek is találhatóak a zenéjükben. A zenekar a doom metal műfaj legelső képviselői közé tartozik.
Jelenleg három taggal rendelkeznek: Scott Weinrich-hel, Brian Constantino-val  és Reid Raley-jel.

## Diszkográfia
- The Obsessed (1990)
- Lunar Womb (1991)
- The Church Within (1994)
- Sacred (2017)